# Ruine Bubenstein
Die Ruine Bubenstein, auch Neu-Falkenstein genannt, ist die Ruine einer Spornburg bei 560 m ü. NHN auf einem Felssporn an der Nordseite des Höllentals etwa 500 Meter westlich der Burg Falkenstein oberhalb des Ortsteils Falkensteig der Gemeinde Buchenbach im Landkreis Breisgau-Hochschwarzwald in Baden-Württemberg.

## Geschichte
Die Burg wurde vermutlich von Walter von Falkenstein im 13. Jahrhundert erbaut, 1266 wird er als Besitzer erwähnt. 1328 wird Werner von Staufen als Besitzer von drei Vierteln des „Turms“ genannt, welche er an Johann Schnewlin veräußert. Kuno von Falkenstein verkauft im Jahr 1407 schließlich das letzte Viertel an Hanmann Schnewlin. Im 19. Jahrhundert wurde ein Teil des Burgfelsens für die Höllentalbahn gesprengt und in den 1960er-Jahren hochaufragende Mauerteile wegen Baufälligkeit und zur Verkehrssicherung abgetragen.

## Beschreibung
Der Turm der Turmburg hatte eine Grundfläche von 10 mal 10 Metern, der Halsgraben eine Tiefe von 5 Metern und eine Breite von 8 Metern. Von der ehemaligen Burganlage sind noch Mauerreste und der Halsgraben erhalten.